# Уджагорресент
Уджагорресент — єгипетський жрець культу богині Нейт. Був єгипетським високопосадовцем. Головною посадою була посада головного лікаря.

## Життєпис
Жив у VI столітті до н. е. наприкінці XXVI династії. Належав до вищого жрецтва. Припускають, що його матір'ю була донька фараона Апрія — Тіміритіс Обіймав посаду номарха Саїсу. Під час правління Амасіса II і Псамметіха III призначається очільником флоту. Обіймав багато почесних посад, вів справи по захисту інтересів Саїської династії, як царський канцлер (цю посаду можна порівняти з посадою прем'єр міністра). Посади, які обіймав Уджагорресент:
- Головний лікар Верхнього і Нижнього Єгипту.
- Начальник переписувачів Великих текстів.
- Командир єгипетського флоту.

Приймав в Єгипті іноземні делегації.
Ця особа грала ключову роль в управлінні державою. З його ім'ям пов'язується кінець ефемерного правління Псамметіха III і завершення всієї попередньої династії в результаті захоплення Єгипту зовнішніми завойовниками — персами. Уджагорресент був адміралом єгипетського флоту і керував групою грецьких найманців і карійських ополченців в єгипетський армії. В битві біля Пелусія перейшов на бік перського царя Камбіса II, якому в подальшому сприяв в захопленні Єгипту.

## Гробниця

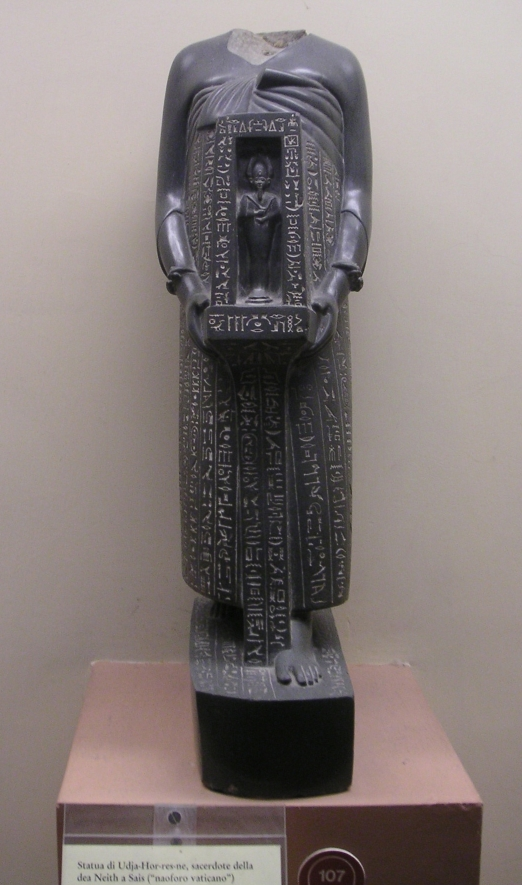
Статуя Уджагорресента — Григоріанский Єгипетський музей, Ватиканські музеї

Наприкінці 1980-х рр. група чеських єгиптологів виявила в південній частині абусирського некрополю, тієї частини, що відноситься до епохи саїтського правління, рештки великої гробниці, що має характерні для даного періоду риси похоронної архітектури. Розкопки гробниці показали, що за минулі століття вона була вельми занесена піском і археологам потрібно було докласти чимало зусиль, щоб розчистити її і провести всі дослідження. З'ясувалося, що вона була двічі пограбована між IV і V ст. і між IX і X ст. нашої ери. Тому залишилося мало будь-яких слідів поховання тут величного урядовця. Але вхід в саму похоронну кімнату виявився недоторканим, тому що він був захований і вхід до неї вів через вузьку шахту, схожу на колодязь. У ній було виявлено ушебті з ім'ям сановника та інші заупокійні предмети, які не потрапили на очі грабіжникам. Саркофаг був виявлений на самому дні колодязя. У першому зовнішньому саркофазі який заповнює майже весь простір кімнати і виконаному з вапняку, був захований другий саркофаг з базальту у формі людини. Він був виконаний у традиційному саїтському стилі і містив ім'я похованої тут людини. Проте кришки на другому саркофазі не було виявлено. Археологи спочатку вважали, що й тут побували грабіжники. Втім, відсутність яких би то не було слідів від кришки в кімнаті, наштовхнули археолога Мирослава Вернера на думку, що ця гробниця ніколи не використовувалася її господарем за призначенням. Вивчення гробниці дозволило встановити, що вона почала будуватися під час правління Амасіса II.